# Petit & Gebr. Edelbrock
Petit & Gebr. Edelbrock – zakład ludwisarski działający w niemieckim mieście Gescher.

## Historia
Historia ludwisarni sięga wieku XVII. Pierwszym przedstawicielem rodziny Petitów zajmującym się ludwisarstwem był Jean Francois Petit pochodzący z Montigny-le-Roi (ob. część gminy Val-de-Meuse). 29 listopada 1688 Petit wziął ślub z Marią, córką ludwisarza Nicolasa Julliena, łącząc w ten sposób działalność dwóch zakładów ludwisarskich. W 1715 dwóch synów Jeana Francois, Joseph i Jean, przeniosło się do holenderskiego Nederweert. Ich działalność skupiała się na Nadrenii i Westfalii. W 1743 założyli oni ludwisarnie w Nieder-Elten (ob. część Emmerich am Rhein), a rok później – w Hünxe. Syn Josepha, Alexius Petit starszy, w 1779 przeniósł się do Eindhoven, a w 1787 – do Gescher. Dwóch synów Alexiusa kontynowało działalność ludwisarską: Alexius młodszy przejął zakład w Gescher, a Henricus w 1786 założył odlewnię w Aarle-Rixtel, którą po jego śmierci przejął jego siostrzeniec Petrus Fritsen, a zakład przyjął nazwę Petit & Fritsen i funkcjonował pod nią aż do 2014 roku. Alexius młodszy był bezdzietny, a rodzinne przedsiębiorstwo odziedziczyli po nim jego siostrzeńcy: Joseph i Wilhelm Edelbrockowie. 24 listopada 1926 zmarł Carl Edelbrock, wnuk Josepha. Z powodu braku potomków (jego jedyny syn Rudolph zginął w wypadku) zakład przejął związany z firmą od 1912 roku Werner Hüesker. Działalność odlewni przerwał we wrześniu 1939 wybuch II wojny światowej, wznowiono ją w sierpniu 1945. W 2019 roku zmarł Hans-Göran Hüesker, wnuk Wernera i przedstawiciel trzynastego pokolenia ludwisarzy, a przedsiębiorstwo przejęła wdowa po nim, Ellen Hüesker.

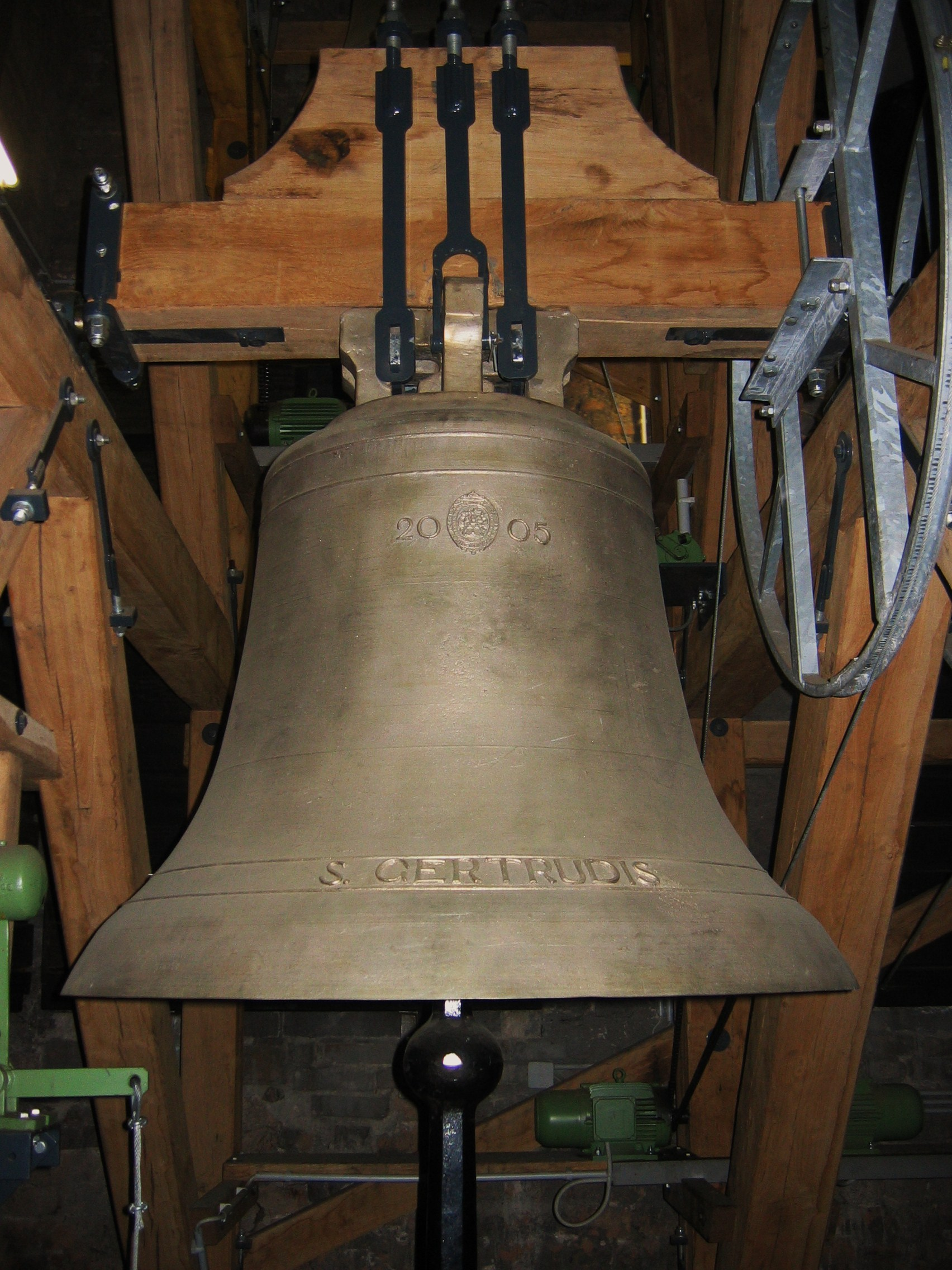
Gertrudisglocke, odlany w 2005 dla kościoła św. Piotra w Kolonii

## Niektóre realizacje
- dwa dzwony dla kościoła św. Urbana(inne języki) w Ottmarsbocholt, gmina Senden (1784)[1],
- dwa dzwony dla kościoła św. Wincentego(inne języki) w Dinslaken (1785)[1],
- sześć dzwonów dla kościoła Mariackiego(inne języki) w Bad Homburg vor der Höhe (1894, 1949)[3],
- dzwon Salvator dla katedry Świętego Zbawiciela i św. Sebastiana w Fuldzie (1897)[4],
- trzy dzwony dla kościoła św. Jakuba w Hilden (1912)[5],
- cztery dzwony dla kościoła Wniebowzięcia NMP(inne języki) w Stolbergu (1924)[6],
- cztery dzwony dla kościoła Wniebowzięcia NMP(inne języki) w Herzogenrath (1924, 1954, 1959)[6],
- pięć dzwonów dla kościoła św. Cecylii(inne języki) w Eschweiler-Nothbergu (1927)[6],
- dzwon dla kościoła św. Antoniego(inne języki) w Papenburgu (1929)[7],
- pięć dzwonów dla kościoła św. Andrzeja w Düsseldorfie (1954)[8],
- cztery dzwony dla kościoła św. Andrzeja w Kolonii (1955)[9],
- pięć dzwonów dla kościoła Mariackiego(inne języki) w Witten (1955)[10],
- dzwon Maria dla katedry w Akwizgranie (1958)[11],
- pięć dzwonów dla kościoła św. Maurycego(inne języki) w Kolonii (1958–1960)[9],
- dwa dzwony dla bazyliki św. Klemensa w Hanowerze (1961)[12],
- cztery dzwony dla kościoła św. Szczepana(inne języki) w Kolonii-Lindenthalu (1961)[9],
- sześć dzwonów dla kościoła św. Urszuli w Kolonii (1962)[9],
- trzy dzwony dla kościoła Najświętszej Marii Panny na Lyskirchen w Kolonii (1962, 2005)[9],
- trzy dzwony dla kościoła św. Gertrudy(inne języki) w Herzogenrath (1963)[6],
- pięć dzwonów dla kościoła św. Elżbiety w Düsseldorfie-Stadtmitte (1964)[8],
- dwa dzwony dla katedry św. Piotra we Fritzlarze (1972, 1973)[13],
- pięć dzwonów dla kościoła św. Marcina w Kolonii (1984, 1985)[9],
- dwa dzwony kwadransowe dla kościoła św. Piotra w Recklinghausen (1986)[14],
- siedem dzwonów dla bazyliki św. Lamberta w Düsseldorfie (1987)[8],
- siedem dzwonów dla kościoła św. Andrzeja(inne języki) w Brunszwiku (1987, 1989)[15],
- sześć dzwonów dla archikatedry śś. Stanisława i Władysława w Wilnie (2002)[16],
- cztery dzwony dla kościoła św. Marii Magdaleny(inne języki) w Goch (2003)[16],
- sygnaturka Katedry Cesarskiej we Frankfurcie nad Menem (2004)[16],
- dzwon Antonius von Padua dla kościoła św. Aleksandra w Schmallenbergu (2004)[17],
- Gertrudisglocke dla kościoła św. Piotra(inne języki) w Kolonii (2005)[18],
- dwa dzwony kwadransowe dla kościoła Mariackiego w Stendalu (2007)[19],
- cztery dzwony dla kościoła św. Albana(inne języki) w Getyndze (2017–2019)[20],
- cztery dzwony dla kościoła Wniebowzięcia NMP w Schwedt/Oder (2021)[21].